# Les Deux Coqs
Les Deux Coqs est la douzième fable du livre VII de Jean de La Fontaine situé dans le second recueil des Fables de La Fontaine, édité pour la première fois en 1678. Cette fable est composée de 32 vers relativement courts ; structure traditionnelle de l’apologue : récit (v. 1-28) suivi d’une morale (v. 29-32).
Cette fable a pour source l'apologue d'Ésope "Les deux coqs et l'aigle".

## Texte
LES DEUX COQS
[Ésope]

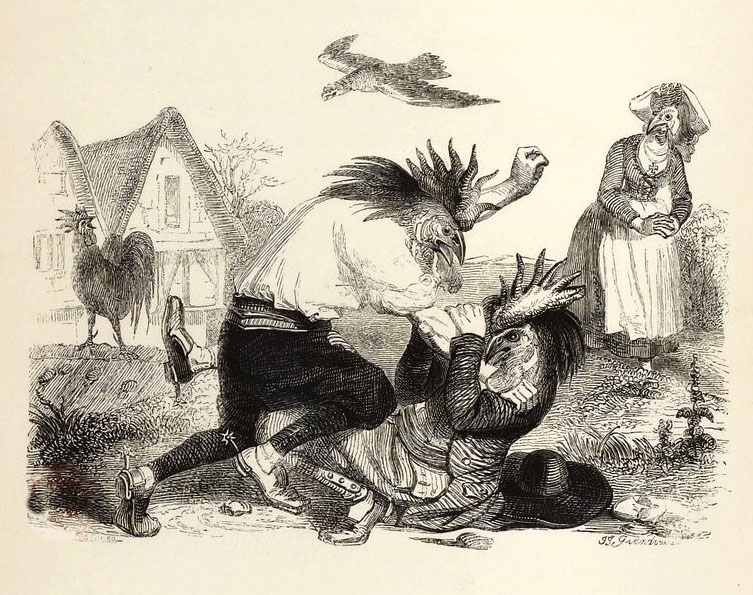
Dessin de Grandville (1838-1840)

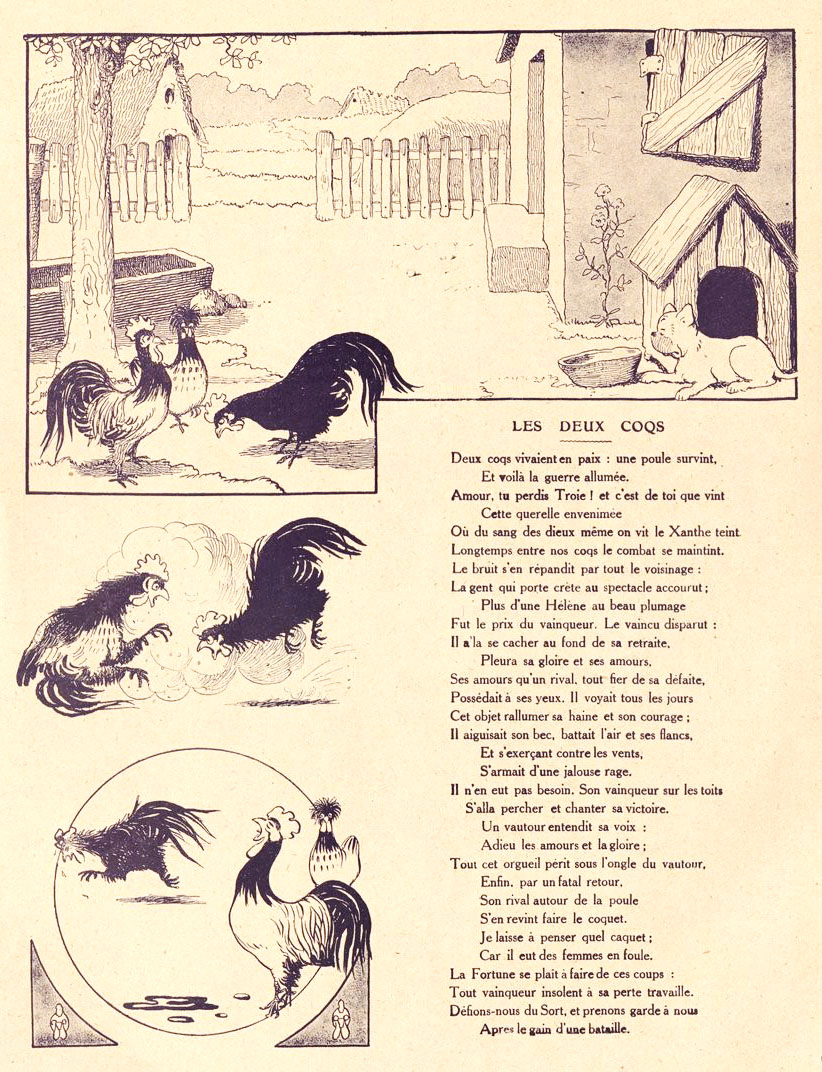
Bande dessinée de Benjamin Rabier (1906)

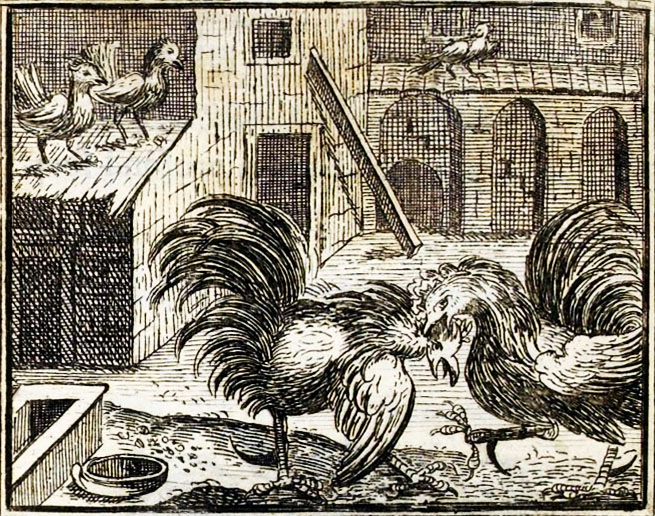
Gravure de François Chauveau (1688)

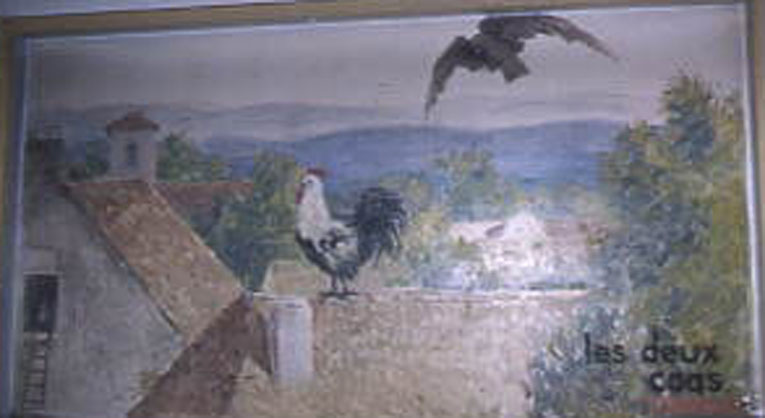
Peinture murale du groupe scolaire Jules Ferry à Conflans-Sainte-Honorine réalisée en 1936 par un peintre inconnu

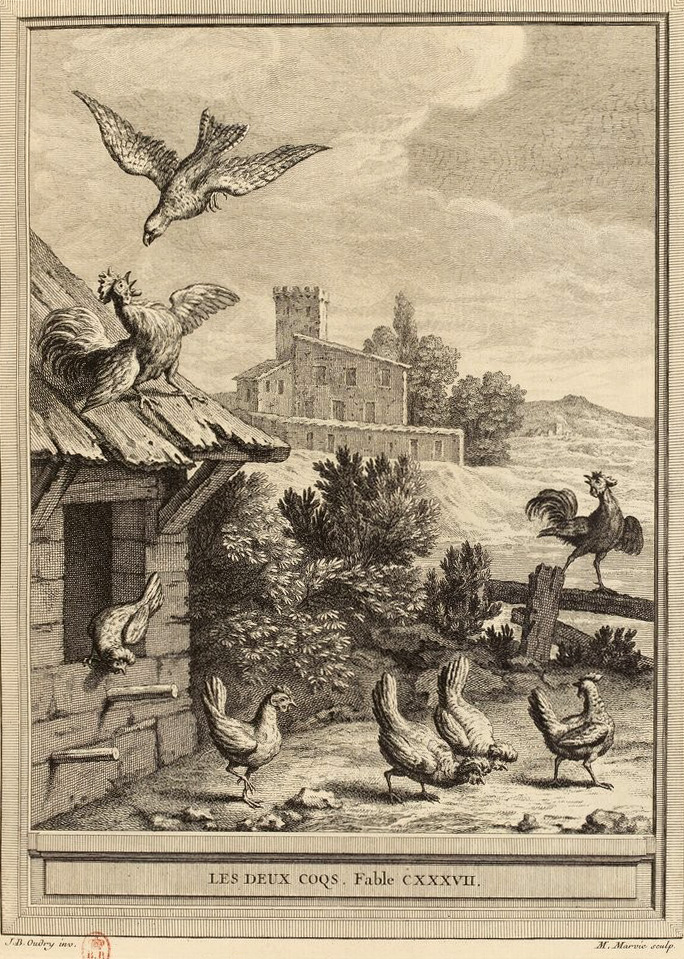
Gravure de Martin Marvie d'après un dessin de Jean-Baptiste Oudry, édition Desaint & Saillant imprimée en 1755-1759

Deux Coqs vivaient en paix ; une Poule survint,  

Et voilà la guerre allumée.  

Amour, tu perdis Troie ; et c'est de toi que vint  

Cette querelle envenimée, 

Où du sang des Dieux même on vit le Xanthe teint !  

Longtemps entre nos Coqs le combat se maintint.  

Le bruit s'en répandit par tout le voisinage.  

La gent qui porte crête au spectacle accourut.  

Plus d'une Hélène au beau plumage  

Fut le prix du vainqueur ; le vaincu disparut.  

Il alla se cacher au fond de sa retraite,  

Pleura sa gloire et ses amours,  

Ses amours qu'un rival tout fier de sa défaite  

Possédait à ses yeux. Il voyait tous les jours  

Cet objet rallumer sa haine et son courage ;  

Il aiguisait son bec, battait l'air et ses flancs,  

Et s'exerçant contre les vents  

S'armait d'une jalouse rage.  

Il n'en eut pas besoin. Son vainqueur sur les toits  

S'alla percher, et chanter sa victoire.  

Un Vautour entendit sa voix :  

Adieu les amours et la gloire ;  

Tout cet orgueil périt sous l'ongle du Vautour.  

Enfin, par un fatal retour,  

Son rival autour de la Poule  

S'en revint faire le coquet :  

Je laisse à penser quel caquet,  

Car il eut des femmes en foule.  

La Fortune se plaît à faire de ces coups ;  

Tout vainqueur insolent à sa perte travaille.  

Défions-nous du sort, et prenons garde à nous  

Après le gain d'une bataille.
— Jean de La Fontaine, Fables de La Fontaine, Les Deux Coqs, texte établi par Jean-Pierre Collinet, Fables, contes et nouvelles, Gallimard, « Bibliothèque de la Pléiade », 1991, p. 273